# Tom Hagan
Tom Hagan és un grup musical de les comarques gironines liderat pel saltenc Carles Vidal. El nom Tom Hagan està manllevat del personatge Tom Hagen de la novel·la El Padrí de Mario Puzo, popularitzat gràcies a la pel·lícula de Francis Ford Coppola, El Padrí, adaptació cinematogràfica del llibre.
Els tres primers discos conformen la trilogia Carlitos. Més enllà dels títols, segueixen la mateixa línia musical, gravats amb nombroses col·laboracions i un format semblant. Es van editar en anys consecutius, el 2010, 2011 i 2012, i en alguns directes comptava amb el suport de la banda Sweet Lies. El quart treball es va publicar el 2015, amb el títol "Carles Vidal" treballant per primera vegada amb banda a l'estudi. Després d'una parèntesi en que van haver-hi canvis en la formació, la banda va publicar 2016-2020. La darrera referrència de la banda és 2021-2022

## Discografia
- Carlitos Buey (2010).
- Carlitos Ferrocarril (2011).
- Muy bien Carlitos (2012).
- Carles Vidal (2015).
- 2016-2020 (2020).
- 2021-2022 (2023).